# Cataulacus intrudens
Cataulacus intrudens är en myrart som först beskrevs av Smith 1876.  Cataulacus intrudens ingår i släktet Cataulacus och familjen myror. Inga underarter finns listade.

## Bildgalleri

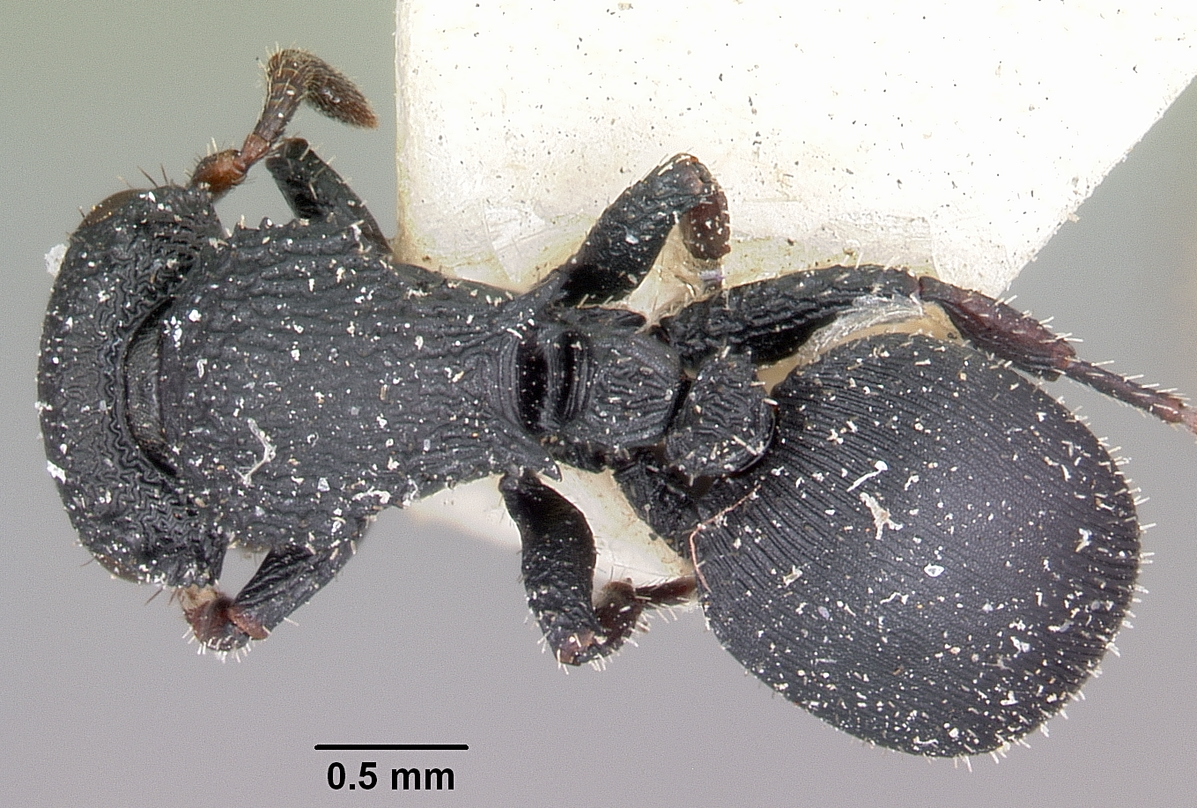
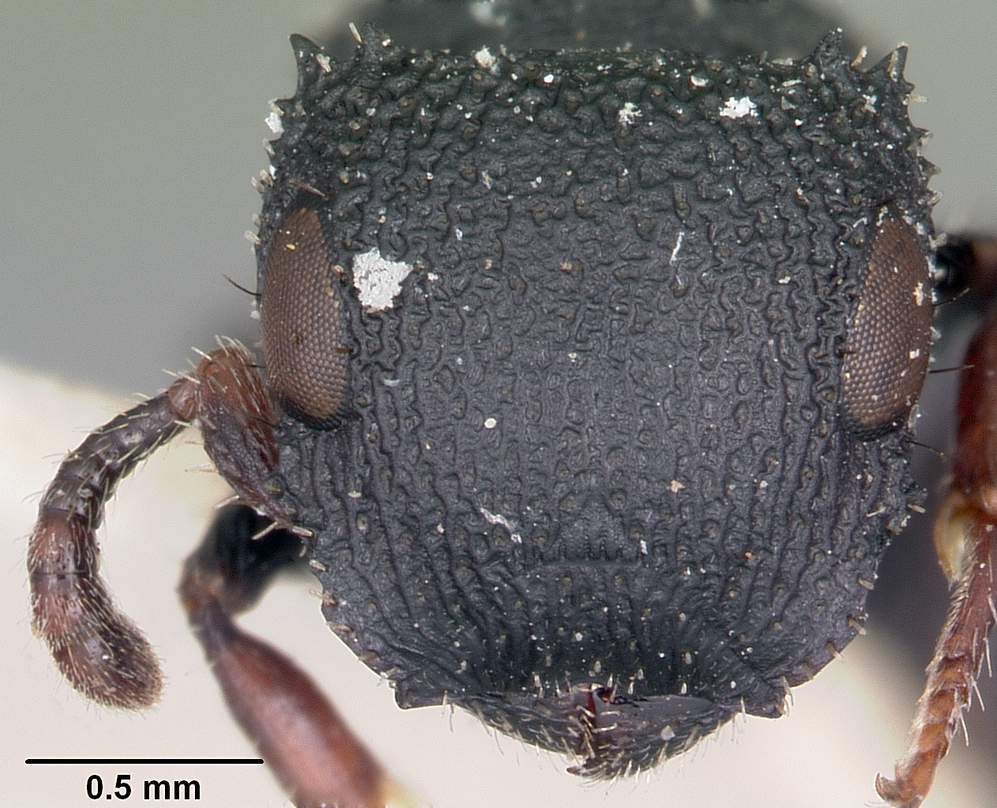
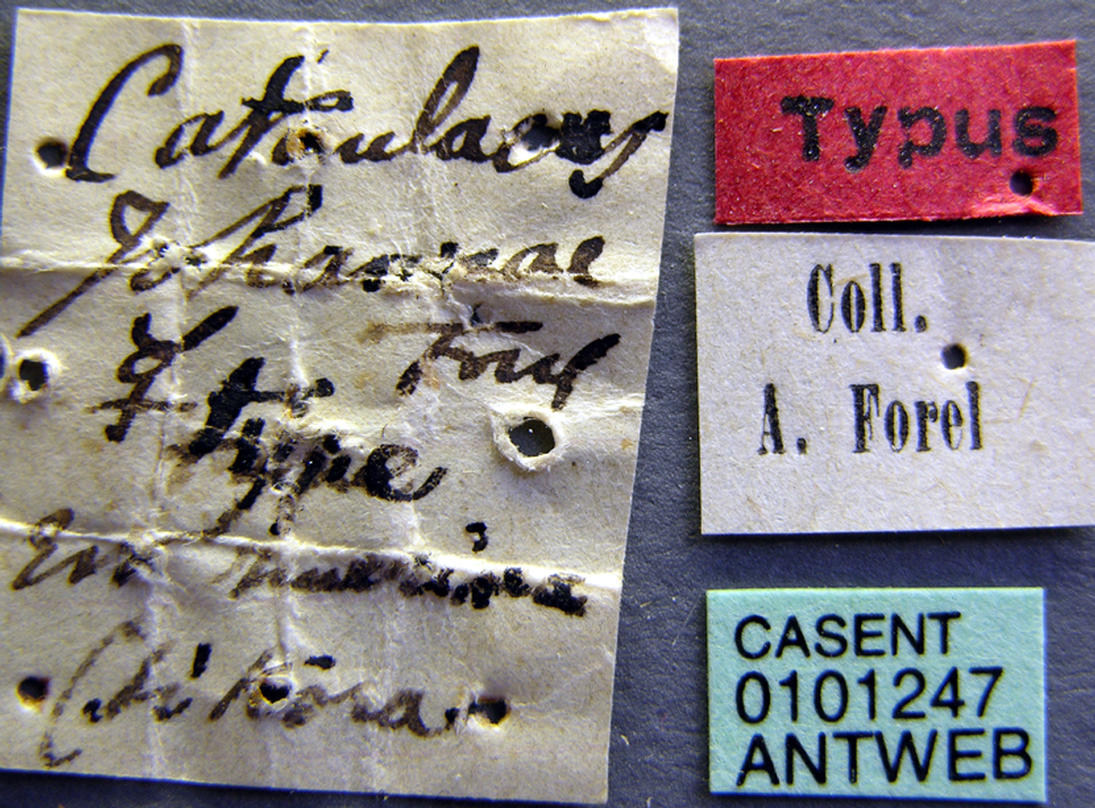
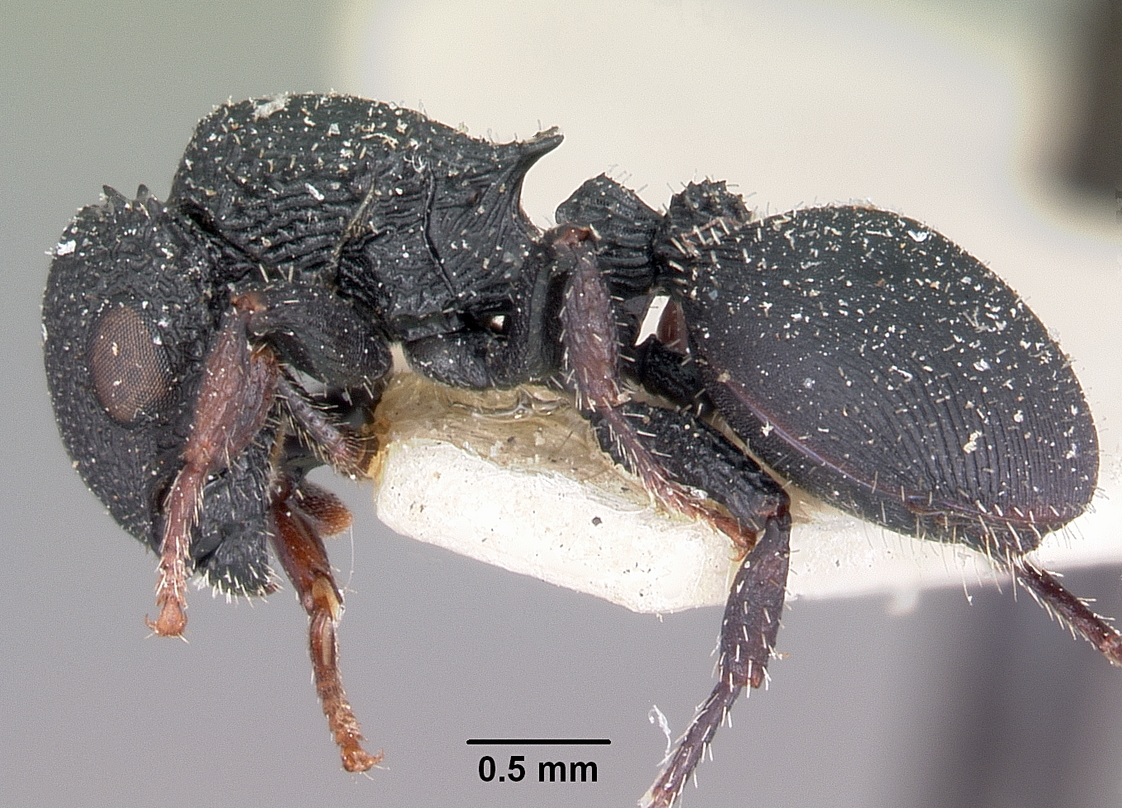
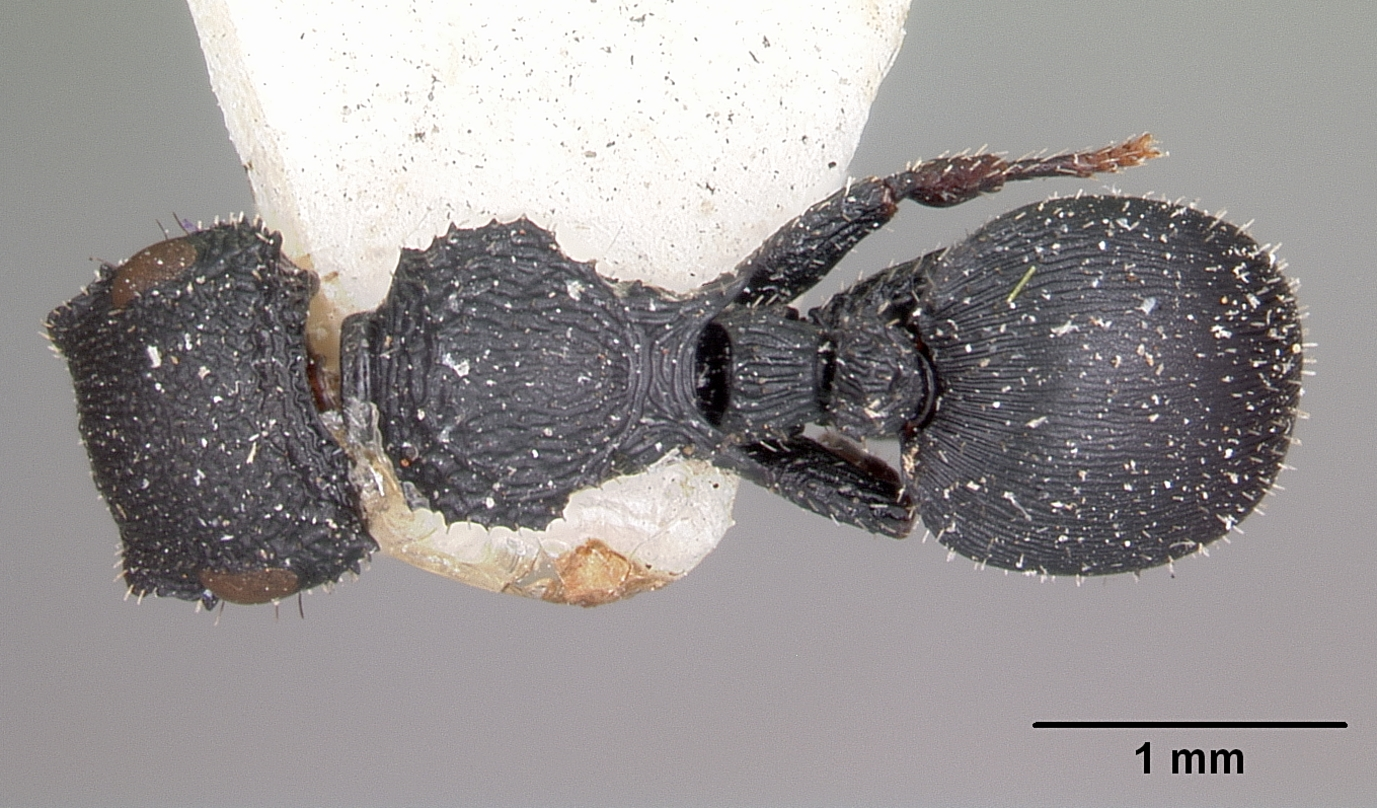
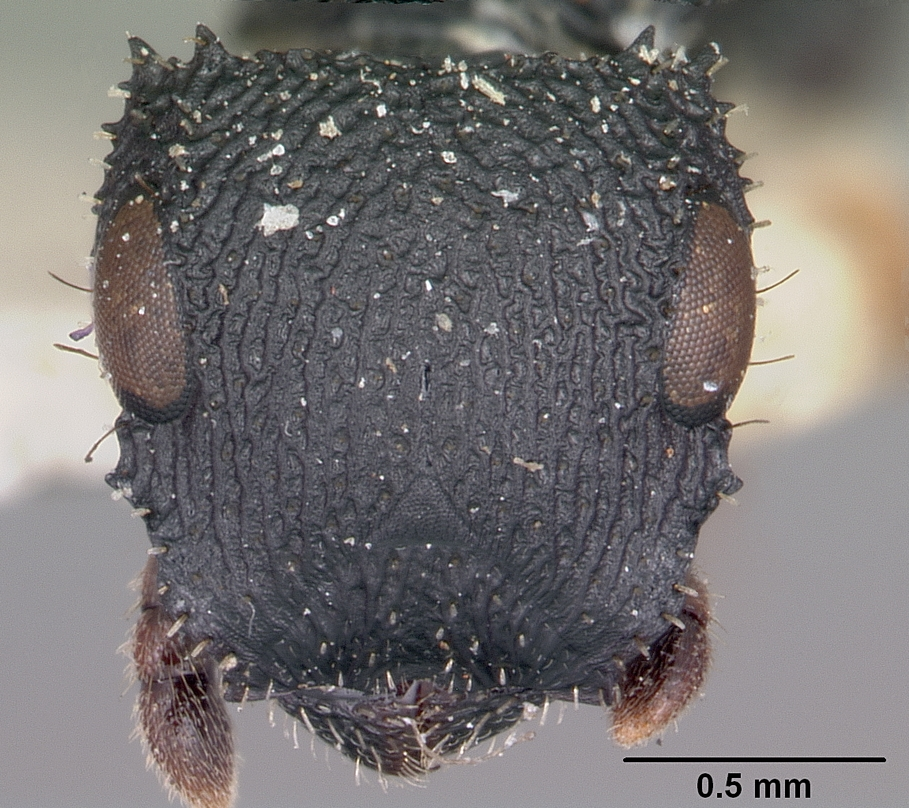